# Giuseppe Pecci (1766–1855)
Giuseppe Pecci (ur. 13 kwietnia 1776 w Gubbio, zm. 21 lub 12 stycznia 1855 w Gubbio), włoski duchowny katolicki, biskup Gubbio, kardynał.

## Życiorys
Był synem księcia Luigiego Pecci (gonfaloniere sprawiedliwości w Gubbio) i Anny z książąt Carbonana; nie był spokrewniony z kardynałami Giuseppe i Gioacchino Peccimi (przyszłym papieżem Leonem XIII). Studiował w seminarium w Gubbio, święcenia kapłańskie przyjął 23 marca 1799; obronił doktorat z filozofii i teologii na Uniwersytecie w Perugii (w maju 1800).
Pełnił w diecezji Gubbio wiele funkcji - był kanonikiem-koadiutorem w kapitule katedralnej, inspektorem synodalnym, prowikariuszem generalnym (od 1821 wikariuszem generalnym), proboszczem parafii katedralnej. W listopadzie 1839 został mianowany administratorem diecezji Gubbio, z biskupią stolicą tytularną Cesaropoli; sakry udzielił mu 8 grudnia 1839 w Rzymie kardynał Constantino Patrizi. Od marca 1841 był biskupem Gubbio. Otrzymał tytuł asystenta Tronu Papieskiego (1841), a we wrześniu 1850 Pius IX wyniósł go do godności kardynalskiej, z tytułem prezbitera S. Balbina.
Został pochowany w katedrze w Gubbio.